# Natalja Baranowa-Masałkina
Natalja Iwanowna Baranowa-Masałkina (ros. Наталья Ивановна Баранова-Масалкина, ur. 25 lutego 1975 w Kriwoszejnie) – rosyjska biegaczka narciarska, złota medalistka olimpijska oraz dwukrotna medalistka mistrzostw świata.

## Kariera
Pierwszy raz na arenie międzynarodowej pojawiła się podczas mistrzostw świata juniorów w Harrachovie, gdzie zdobyła złoty medal w sztafecie. Na rozgrywanych rok później mistrzostwach świata juniorów w Breitenwang była dwunasta w biegu na 15 km stylem dowolnym. Ponadto podczas mistrzostw świata juniorów w Gällivare w 1995 roku była najlepsza w biegu na 5 km stylem klasycznym i sztafecie, a w biegu na 15 km stylem dowolnym zajęła trzecie miejsce.
Pierwsze starty w Pucharze Świata Baranowa-Masałkina zanotowała w sezonie 1994/1995. Na swoje pierwsze miejsce na podium zawodów Pucharu Świata musiała jednak zaczekać do sezonu 1998/1999. Trzykrotnie zajmowała miejsce na podium, ale nigdy nie wygrała. Najlepsze wyniki w Pucharze Świata osiągnęła w sezonie 2004/2005, kiedy w klasyfikacji generalnej zajęła dziewiąte miejsce, a w klasyfikacji biegów dystansowych była piąta.
W 1999 r. wzięła udział w mistrzostwach świata w Ramsau, gdzie zajęła 8. miejsce w biegu na 30 km techniką klasyczną. Nie startowała na mistrzostwach w Lahti oraz mistrzostwach w Val di Fiemme. Wystąpiła za to podczas mistrzostw świata w Oberstdorfie w 2005 roku, gdzie wraz z Larisą Kurkiną, Jewgieniją Miedwiediewą oraz Juliją Czepałową zdobyła srebrny medal w sztafecie 4x5 km, a indywidualnie wywalczyła brązowy medal w biegu na 30 km techniką klasyczną. Brała również udział w igrzyskach olimpijskich w Turynie w 2006 roku. Razem z Kurkiną, Czepałową i Miedwiediewą-Arbuzową zdobyła tam złoty medal w sztafecie 4x5 km. Była także 16. indywidualnie w biegu na 10 km stylem klasycznym.

## Osiągnięcia

### Igrzyska olimpijskie
| Miejsce | Dzień     | Rok  | Miejscowość | Konkurencja             | Czas biegu | Strata  | Zwyciężczyni    |
| ------- | --------- | ---- | ----------- | ----------------------- | ---------- | ------- | --------------- |
| 16.     | 16 lutego | 2006 | Turyn       | 10 km stylem klasycznym | 27:51,4    | +1:39,5 | Kristina Šmigun |
| 1.      | 18 lutego | 2006 | Turyn       | Sztafeta 4x5 km         | 54:47,7    | –       | –               |

### Mistrzostwa świata
| Miejsce | Dzień     | Rok  | Miejscowość | Konkurencja             | Czas biegu | Strata  | Zwyciężczyni        |
| ------- | --------- | ---- | ----------- | ----------------------- | ---------- | ------- | ------------------- |
| 8.      | 27 lutego | 1999 | Ramsau      | 30 km stylem klasycznym | 1:29:19,9  | +3:06,6 | Larisa Łazutina     |
| 5.      | 17 lutego | 2005 | Oberstdorf  | 10 km stylem dowolnym   | 26:27,6    | +31,5   | Kateřina Neumannová |
| 6.      | 19 lutego | 2005 | Oberstdorf  | 2x7,5 km bieg łączony   | 42:16,8    | +40,6   | Julija Czepałowa    |
| 2.      | 21 lutego | 2005 | Oberstdorf  | Sztafeta 4x5 km         | 57:15,7    | +7,6    | Norwegia            |
| 3.      | 26 lutego | 2005 | Oberstdorf  | 30 km stylem klasycznym | 1:27:05,8  | +10,3   | Marit Bjørgen       |

### Mistrzostwa świata juniorów
| Miejsce | Dzień       | Rok  | Miejscowość | Konkurencja            | Wynik     | Strata  | Zwyciężczyni        |
| ------- | ----------- | ---- | ----------- | ---------------------- | --------- | ------- | ------------------- |
| 17.     | 2 marca     | 1993 | Harrachov   | 5 km stylem klasycznym | 16:39,1   | +1:08,7 | Kateřina Neumannová |
| 1.      | 4 marca     | 1993 | Harrachov   | Sztafeta 4x5 km        | 1:05:15,3 | –       | –                   |
| 12.     | 30 stycznia | 1994 | Breitenwang | 15 km stylem dowolnym  | 41:53,5   | +3:14,3 | Julija Czepałowa    |
| 1.      | 1 marca     | 1995 | Gällivare   | 5 km stylem klasycznym | 15:46,8   | –       | –                   |
| 1.      | 3 marca     | 1995 | Gällivare   | Sztafeta 4x5 km        | 1:01:31,0 | –       | –                   |
| 3.      | 5 marca     | 1995 | Gällivare   | 15 km stylem dowolnym  | 43:16,9   | +1:22,3 | Julija Czepałowa    |

### Puchar Świata

#### Miejsca w klasyfikacji generalnej
- sezon 1994/1995: 31.
- sezon 1995/1996: 16.
- sezon 1996/1997: 28.
- sezon 1997/1998: 18.
- sezon 1998/1999: 13.
- sezon 2001/2002: 20.
- sezon 2004/2005: 9.
- sezon 2005/2006: 26.

#### Miejsca na podium
| Nr | Dzień        | Rok  | Miejscowość | Konkurencja             | Czas biegu | Strata | Miejsce | Zwycięzca           |
| -- | ------------ | ---- | ----------- | ----------------------- | ---------- | ------ | ------- | ------------------- |
| 1. | 13 marca     | 1999 | Falun       | 15 km stylem klasycznym | 42:18,8    | +55,3  | 3       | Łarisa Łazutina     |
| 2. | 26 listopada | 2004 | Ruka        | 10 km stylem dowolnym   | 26:58,1    | +7,8   | 3       | Kateřina Neumannová |
| 3. | 19 listopada | 2005 | Beitostølen | 10 km stylem klasycznym | 26:14,7    | +28,3  | 3       | Marit Bjørgen       |